# Notte eterna
Notte eterna (The Night Eternal) è un romanzo horror basato sul tema dei vampiri scritto nel 2011 dal regista Guillermo del Toro e da Chuck Hogan. Si tratta del terzo ed ultimo romanzo della Trilogia Nocturna, preceduto da La progenie e da La caduta.

## Trama
Sono passati due anni da quando i vampiri, guidati dal Padrone, hanno usato armi atomiche per creare un inverno nucleare, che ha oscurato il sole e permesso ai vampiri di muoversi liberamente in superficie, tranne che per poche ore al giorno. I vampiri hanno ristrutturato la società come uno stato di polizia. Gli esseri umani più forti e influenti sono stati subito sterminati mentre i sopravvissuti sono stati o rinchiusi in campi di prigionia e selezionati per la produzione di sangue oppure sono diventati schiavi e svolgono lavori di manovalanza.
Alcuni sopravvissuti riescono a resistere all'occupazione dei vampiri. L'epidemiologo Ephraim "Eph" Goodweather si è allontanato dai suoi amici. Il Padrone, occupando il corpo della rock star Gabriel Bolivar, ha adottato il figlio di Goodweather, Zack, come suo protetto e sta preparando il ragazzo per diventare il suo prossimo corpo ospite. L'amante di Goodweather, la dottoressa Nora Martinez, lo ha lasciato per lo sterminatore Vasiliy Fet. Dopo la morte del suo amico Abraham Setrakian, Fet fatica a decifrare l'Occido lumen , un tomo che contiene la chiave per sconfiggere il Padrone. È aiutato in questo da Quinlan, un mezzo vampiro che è stato creato quando il Padrone ha infettato la sua madre umana mentre era incinta.

## Accoglienza
Stephen King ha scritto: "Sebbene ci sia una certa quantità di superflui che abbracciano i vampiri a Roma e gli arcangeli situati a Sodoma, l'attrazione principale qui è la feroce dedizione dei combattenti della resistenza alla loro causa. Gli eroi di dimensione tragica sono rari nella narrativa popolare , ma Goodweather riempie perfettamente il vuoto. [...] L'azione è continua e l'elemento fantasy è ancorato a dettagli sufficientemente soddisfacenti da renderlo credibile. [...] C'è qualcosa nel vedere i vampiri ammassarsi per un attacco in un Il parcheggio di Wendy's, un atto che li rende più reali." Alan Cheuse del San Francisco Chronicle ha scritto: "Il romanzo ci arriva in uno stile strano e sciolto in cui proliferano più punti di vista, che cambiano e riformano costantemente la storia, assomigliando a niente di meno che al montaggio di momenti di paura che amiamo odiare."

## Adattamenti

### Fumetti
Lo scrittore David Lapham e l'artista Mike Huddleston hanno adattato il romanzo in un arco narrativo di 11 numeri per l'omonima serie di fumetti della Dark Horse Comics.
| N° | Data di uscita    | Trade Paperback Collection                                                    | Hardcover Collection                                                        |
| -- | ----------------- | ----------------------------------------------------------------------------- | --------------------------------------------------------------------------- |
| 1  | 20 agosto 2014    | The Strain — Volume 5: The Night Eternal May 6, 2015 ISBN 978-1616556389      | The Strain—Book Three The Night Eternal May 25, 2016 ISBN 978-1-61655-977-9 |
| 2  | 17 settembre 2014 | The Strain — Volume 5: The Night Eternal May 6, 2015 ISBN 978-1616556389      | The Strain—Book Three The Night Eternal May 25, 2016 ISBN 978-1-61655-977-9 |
| 3  | 15 ottobre 2014   | The Strain — Volume 5: The Night Eternal May 6, 2015 ISBN 978-1616556389      | The Strain—Book Three The Night Eternal May 25, 2016 ISBN 978-1-61655-977-9 |
| 4  | 19 novembre 2014  | The Strain — Volume 5: The Night Eternal May 6, 2015 ISBN 978-1616556389      | The Strain—Book Three The Night Eternal May 25, 2016 ISBN 978-1-61655-977-9 |
| 5  | 21 gennaio 2015   | The Strain — Volume 5: The Night Eternal May 6, 2015 ISBN 978-1616556389      | The Strain—Book Three The Night Eternal May 25, 2016 ISBN 978-1-61655-977-9 |
| 6  | 18 febbraio 2015  | The Strain — Volume 5: The Night Eternal May 6, 2015 ISBN 978-1616556389      | The Strain—Book Three The Night Eternal May 25, 2016 ISBN 978-1-61655-977-9 |
| 7  | 18 marzo 2015     | The Strain — Volume 6: The Night Eternal December 2, 2015 ISBN 978-1616557874 | The Strain—Book Three The Night Eternal May 25, 2016 ISBN 978-1-61655-977-9 |
| 8  | 15 aprile 2015    | The Strain — Volume 6: The Night Eternal December 2, 2015 ISBN 978-1616557874 | The Strain—Book Three The Night Eternal May 25, 2016 ISBN 978-1-61655-977-9 |
| 9  | 20 maggio 2015    | The Strain — Volume 6: The Night Eternal December 2, 2015 ISBN 978-1616557874 | The Strain—Book Three The Night Eternal May 25, 2016 ISBN 978-1-61655-977-9 |
| 10 | 17 giugno 2015    | The Strain — Volume 6: The Night Eternal December 2, 2015 ISBN 978-1616557874 | The Strain—Book Three The Night Eternal May 25, 2016 ISBN 978-1-61655-977-9 |
| 11 | 15 luglio 2015    | The Strain — Volume 6: The Night Eternal December 2, 2015 ISBN 978-1616557874 | The Strain—Book Three The Night Eternal May 25, 2016 ISBN 978-1-61655-977-9 |
| 12 | 19 agosto 2015    | The Strain — Volume 6: The Night Eternal December 2, 2015 ISBN 978-1616557874 | The Strain—Book Three The Night Eternal May 25, 2016 ISBN 978-1-61655-977-9 |

### Serie televisiva
Il produttore esecutivo e showrunner Carlton Cuse ha adattato il romanzo all'omonima serie televisiva di FX.